# PvP (webcomic)
Pour l’article homonyme, voir PvP.
PvP, aussi connu sous le nom de Player vs Player (en français, « Joueur contre joueur »), est un webcomic, scénarisé et dessiné Scott Kurtz, consulté par près de[évasif] 100 000 visiteurs uniques en 2005. Le 1er février 2007, il fut l'objet de sa propre série animée.

## Prix et récompenses
- 2006 : Prix Eisner de la meilleure bande dessinée en ligne